# آنتاراشات
آنتاراشات (به ارمنی: Անտառաշատ) یک  روستا در ارمنستان است که در استان سیونیک واقع شده‌است. در ۲۷ کیلومتری شمال غربی کاپان، مرکز استان سیونیک واقع شده‌است.

## خصوصیات
آنتاراشات ۱۶٫۴۸ کیلومترمربع مساحت و ۱۲۰ نفر جمعیت دارد و در ارتفاع ۱۲۸۰ متر بالاتر از سطح دریا قرار گرفته‌است.
| سال   | ۱۸۳۱ | ۱۹۱۴ | ۱۹۱۹ | ۱۹۳۱ | ۱۹۵۹ | ۱۹۷۰ | ۱۹۷۹ | ۲۰۰۱ | ۲۰۰۴ |
| جمعیت | ۱۶   | ۳۲۷  | ۷۳۰  | ۲۶۴  | ۲۰۸  | ۱۶۷  | ۱۰۶  | ۱۳۱  | ۹۳   |